# Timmia sibirica
Timmia sibirica là một loài rêu trong họ Timmiaceae. Loài này được Lindb. & Arnell mô tả khoa học đầu tiên năm 1890.